# Oreomela sichuanica
Oreomela (Oreomelina) sichuanica – gatunek chrząszcza z rodziny stonkowatych i podrodziny Chrysomelinae.
Gatunek ten opisany został w 2005 roku przez Igora K. Łopatina na podstawie pojedynczego samca.
Chrząszcz o szeroko owalnym, silnie wypukłym ciele długości 6,1 mm i szerokości 3,5 mm. Ubarwiony czarno z miedzianym połyskiem; barwa brązowa obecna na czterech końcowych członach czułków, wardze górnej, nasadach goleni i stopach. Punktowanie półtora raza szerszego niż długiego przedplecza jest nieregularne i raczej delikatne. Boki przedplecza są szeroko zaokrąglone, przed tylnymi kątami prawie proste. Punktowanie pokrywy wielkością i głębokością takie jak nasady przedplecza; na dysku punkty tworzą miejscami nieregularne rzędy. Samiec ma na wierzchołku szerokiego edeagusa ząbek.
Owad znany tylko z chińskiego południowego Syczuanu, gdzie zasiedla wyżej położone lasy.